# Alexander (Mondkrater)
Alexander ist eine kraterähnliche Formation auf der Nordhalbkugel des Erdmondes. Er liegt in dem zerklüfteten Gelände nördlich des Mare Serenitatis zwischen dem auffallenden Krater Eudoxus im Nordnordosten und Calippus in westsüdwestlicher Richtung. Im Nordwesten liegt der kleine Krater Krater Lamèch und im Westen erhebt sich der Gebirgszug der Montes Caucasus.
Alexander ist im Laufe der Zeit so stark deformiert und abgetragen worden, dass er heute mehr einem von zerklüfteten Hügeln umgebenen Tiefland ähnelt als einem Krater. Im Nordwesten, Westen und Süden sind Teile der ursprünglichen Kraterwände erhalten geblieben, während die Ostseite zur Umgebung hin offen steht. Die Überreste der Kraterwände sind nahezu rechteckig geformt und die höchsten Erhebungen befinden sich im Nordwesten. Der Kraterboden ist auf der westlichen Seite glatter und hat eine dunklere Färbung; nach Osten zu wird er schrittweise heller und stärker von Einschlägen gezeichnet. Innerhalb der Grenzlinie des Kraters gibt es keine Einschläge von Bedeutung, obwohl die rauere Ostseite von Mikroeinschlägen übersät ist.
Der Krater ist entsprechend alt, seine Entstehungszeit wird der pränektarischen Periode zugerechnet.
| Buchstabe | Position           | Durchmesser | Link |
| --------- | ------------------ | ----------- | ---- |
| A         | 40,77° N, 14,92° O | 4 km        |      |
| B         | 40,26° N, 15,13° O | 4 km        |      |
| C         | 38,51° N, 14,93° O | 4 km        |      |
| K         | 40,5° N, 19,34° O  | 4 km        |      |

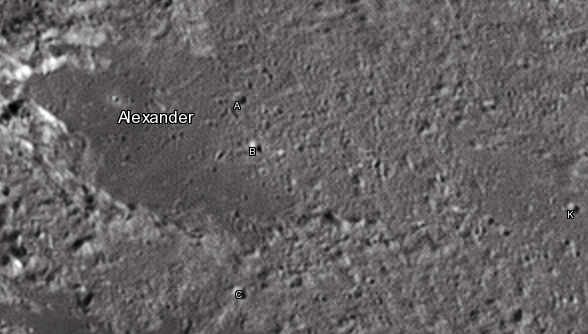
Alexander und seine Nebenkrater

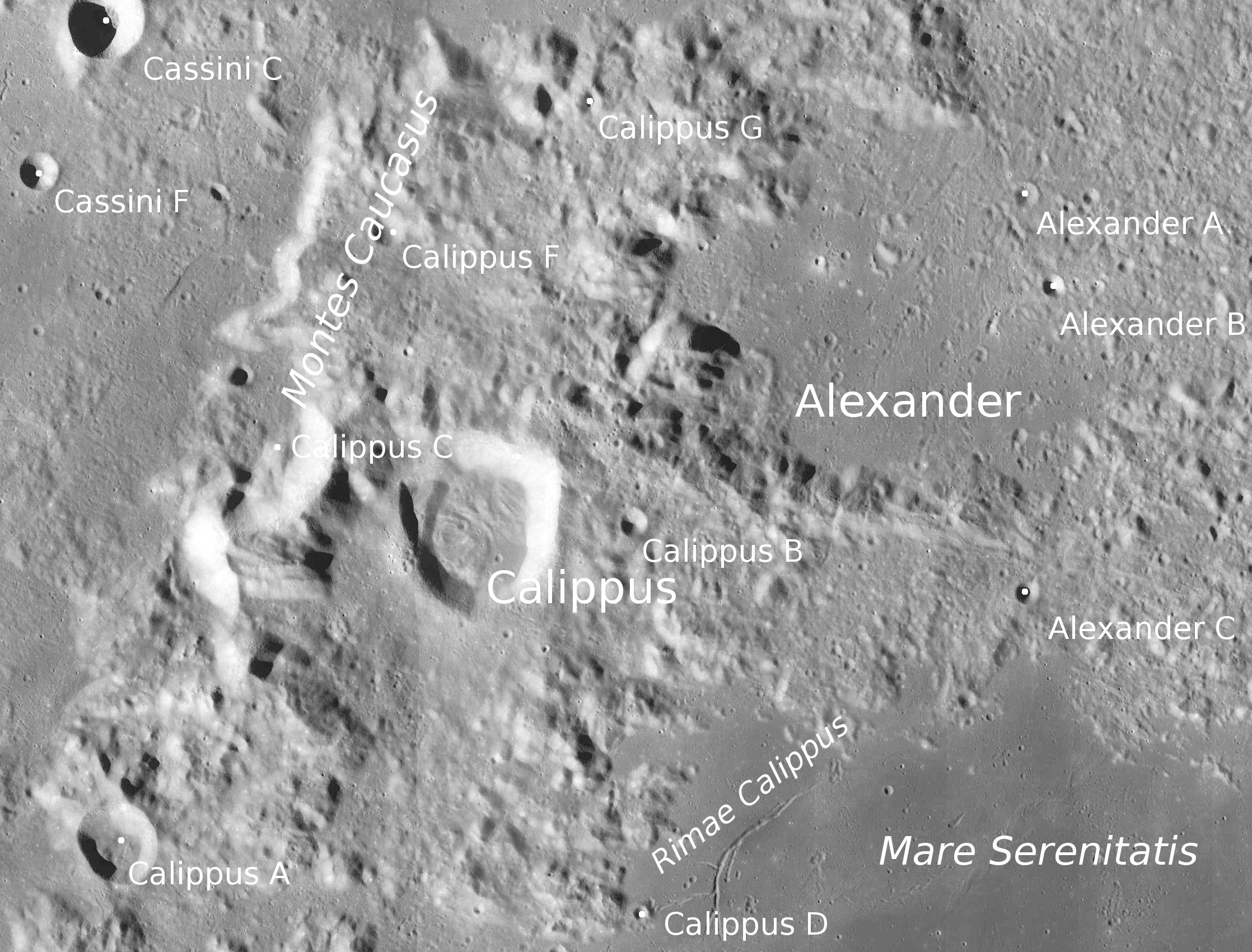
Umgebung von Alexander (LROC-WAC)

Der Krater wurde 1935 nach Alexander dem Großen benannt.